# Masters de Roma 1980
El Abierto de Italia 1980 fue la edición del 1980 del torneo de tenis Masters de Roma. El torneo masculino fue un evento del circuito ATP 1980 y se celebró desde el 19 de mayo hasta el 25 de mayo.  El torneo femenino fue un evento del circuito WTA 1980 y se celebró desde el 5 de mayo hasta el 11 de mayo.

## Campeones

### Individuales Masculino
Guillermo Vilas vence a  Yannick Noah, 6–0, 6–4, 6–4

### Individuales Femenino
Chris Evert vence a  Virginia Ruzici, 5–7, 6–2, 6–2

### Dobles Masculino
Mark Edmondson /  Kim Warwick vencen a  Balázs Taróczy /  Eliot Teltscher, 7–6, 7–6

### Dobles Femenino
Hana Mandlíková /  Renáta Tomanová vencen a  Ivanna Madruga /  Adriana Villagran, 6–4, 6–4